# André Delieux
André Delieux, né le 17 septembre 1850 à Monferran-Savès (Gers) et mort le 4 mai 1929 à Monferran-Savès, est un homme politique français.

## Biographie
Propriétaire agriculteur, maire de Monferran-Savès, conseiller général du canton de l'Isle-Jourdain, il est député du Gers de 1898 à 1902, inscrit au groupe Radical-socialiste.

## Sources
- « André Delieux », dans le Dictionnaire des parlementaires français (1889-1940), sous la direction de Jean Jolly, PUF, 1960 [détail de l’édition]